# The Bridge Sessions: The Way Through
The Way Through ist ein Album von Josh Berman, Jason Stein, Didier Petit und Edward Perraud. Die am 20. November 2018 im Veranstaltungsort The Hideout in Chicago entstandenen Aufnahmen erschienen am 2. Februar 2021 auf dem französischen Label The Bridge Sessions.

## Hintergrund
Der in Chicago ansässige Jason Stein, der bereits in vielen Formationen der Stadt gespielt hat, ergänzt seine Bassklarinettentöne mit denen des Landsmanns Josh Berman am Kornett und zweier französischer Besucher, dem Cellisten Didier Petit und dem Schlagzeuger Edward Perraud. Dieses Album ist ein Mitschnitt, der nach einer gemeinsamen Tournee durch Frankreich entstanden war, die zwischen dem 12. und 27. November 2018 im Rahmen von The Bridge, einem transatlantischen Netzwerk für kreative Musik, stattfand.

## Titelliste
- Josh Berman / Jason Stein / Didier Petit / Edward Perraud: The Bridge Sessions: The Way Through (The Bridge Sessions TBS13)[1]

1. In 10:16
2. The 6:43
3. Way 5:57
4. Through 9:49
5. ... 13:00

## Rezeption

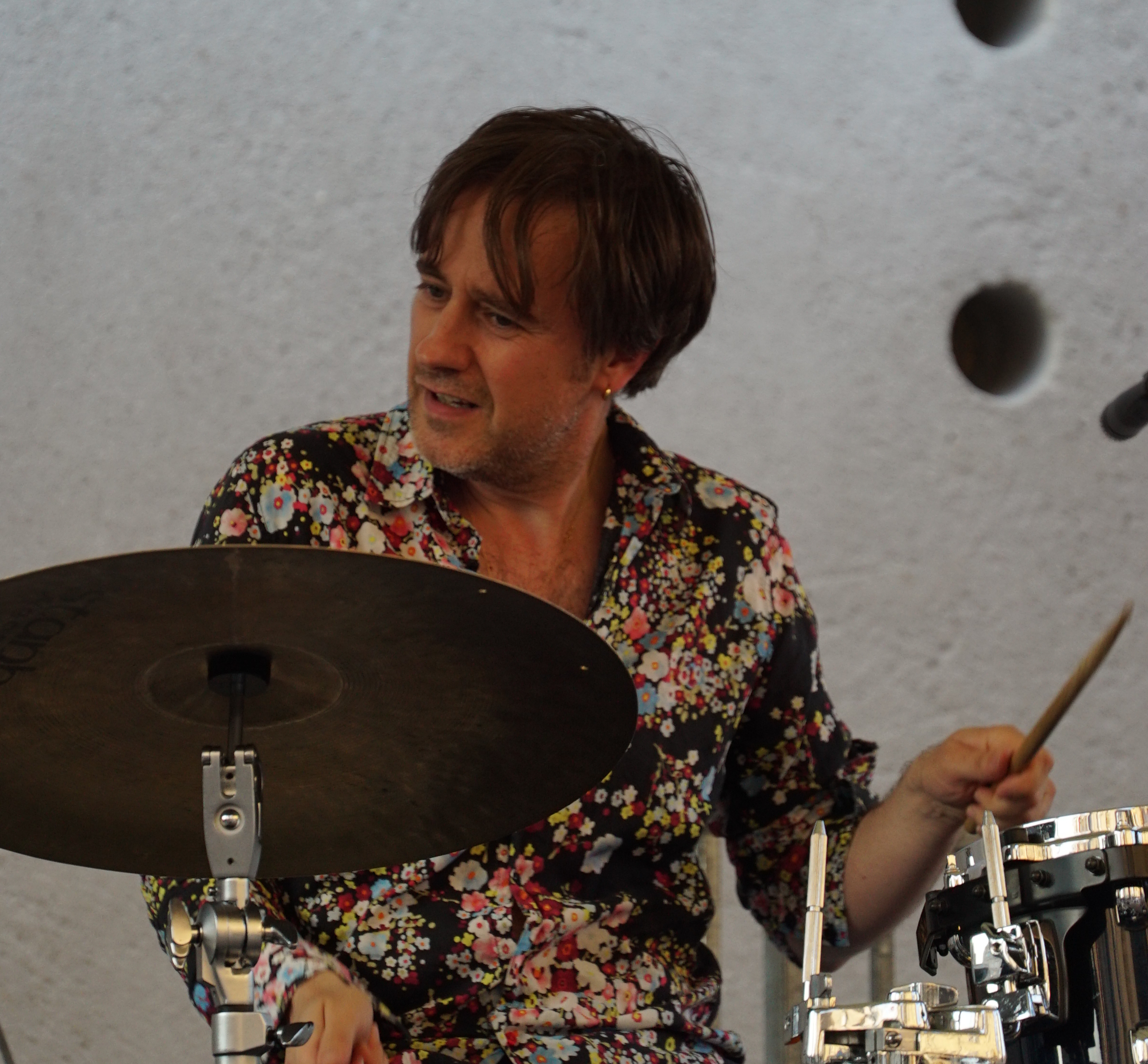
Edward Perraud

Dies sei eine Art Suite, in der die fünf Titel von The Way Through zu einem einzigen verschmelzen, schrieb Ken Waxman (JazzWord), und die zusätzlichen Bläserpartien und die schlanken Einschläge des Cellos würden dem Programm Druck verleihen. Bermans wütende Schreie entwickelten sich im Kontrapunkt zu Steins knorrigem Stottern, wobei der Cellist und der Schlagzeuger einen wandelnden Puls erzeugten. Sobald dieses rollende Kontinuum jedoch etabliert sei, würde es durch Steins Fanfarenbisse, Bermans Halbventileffekte und Petits Unisono-Saitenspiel und verbales Jodeln fragmentiert. 
Die tiefen Klarinettentöne Steins seien in dieser Session eher Teil der Gruppeninteraktion als Solodarbietungen und kämen hier treffend zum Ausdruck.
The Way Through werde wohl zunächst einem Text von Novalis zugeordnet, schrieb Franpi Barriaux (Citizen Jazz). Der deutsche Romantiker, Dichter und Mathematiker wird in den Liner Notes erwähnt: Ein Satz würde hervorstechen, der besser als alles andere die Musik definiere, die dieses Quartett biete, das transatlantische Erlebnis, das Begegnungen zwischen Chicago und Frankreich fördert. „Gemeinschaftlicher Wahnsinn hört auf Wahnsinn zu sein und wird Magie“; das sei es, was das französische Duo aus Didier Petits Cello und Edward Perrauds Schlagzeug seit jeher antreibe. Durch die Begegnung mit dem Kornettisten Josh Berman und dem Klarinettisten Jason Stein konnten sie diese Magie, diese Beherrschung der Elemente, die wir im letzten Drittel von „In“ hören, nur noch erweitern, wenn Schlagzeug und Bassklarinette ein dichtes Netz weben, in dem das Kornett kämpfe. Didier Petit singe zu seinem unersättlichen Bogenspiel, als wolle er eine heidnische Gottheit anrufen. „Wir befinden uns in einem Dazwischen, einem plötzlich aufgewühlten Schwebezustand“. The Way Through sei „eine Platte von Schmugglern, [die] eine radikale und freudige Improvisation [darbieten], die niemals zu versiegen scheint“.